# Chain Reaction (banda)
Chain Reaction, também conhecida como The Strangeurs, foi uma banda de rock estadunidense da cidade de Yonkers, Nova Iorque. A banda teve quatro singles e foram mais notáveis por terem como membro Steven Tallarico, que mais tarde seria conhecido como Steven Tyler, atual vocalista da banda Aerosmith.
Originalmente a banda se chamava The Strangers. No entanto, um outro grupo já tinha esse nome, como resultado a banda mudou para The Strangeurs. Após uma mudança de linha, o nome foi alterado novamente, desta vez para Chain Reaction.
Chain Reaction abriram diversos concertos de outras bandas, tais como: The Beach Boys, The Byrds e The Yardbirds. A música "When I Needed You" de 1966, apareceu no box set de 1991 da banda Aerosmith, Pandora's Box.

## Integrantes The Strangeurs
Os integrantes da banda na época em que se chamava The Strangeurs estão listados abaixo:
- Steven Tallarico - bateria/vocais
- Peter Stahl - guitarra
- Alan Strohmayer - contrabaixo
- Don Solomon - teclado/vocais
- Barry Shapiro - bateria

## Integrantes Chain Reaction
- Steve Tally (Steven Tallarico) - vocalista, gaita, percussão
- Peter Stahl - guitarra
- Alan Strohmayer - contrabaixo
- Don Sloan (Don Solomon) - teclado
- Barry Shore (Barry Shapiro) - bateria

## Singles
Chain Reaction tem quatro singles, "The Sun" e "When I Needed You" foram lançados em 1966, enquanto "You Should Have Been Here Yesterday" e "You Should Have Been Here Yesterday" em 1968.